# Вулиця Івана Рутковича (Львів)
Вулиця Іва́на Рутко́вича — вулиця у Галицькому районі міста Львова, місцевість Снопків. Сполучає вулиці Стрийську та Паркову. Початок нумерації будинків ведеться від вулиці Стрийської. 

## Назва
Першу свою назву вулиця отримала 1871 року, під час проведення чергової адміністративно-територіальної реформи на теренах Австро-Угорщини. Оскільки нова вулиця була відгалуженням Стрийського шляху (дороги), то отримала назву Стрийської бічної наліво II.
У 1874 році отримала назву Цегельняна, оскільки на вулиці у той час існувала невеличка цегельня, а її основний виріб — цеглу, використовували під час житлової забудови цієї та навколишніх вулиць.
У 1885 році вулицю перейменовано на честь учасника боротьби за незалежність Польщі та відновлення польської держави — Ярослава Домбровського.
Під час німецької окупації, у 1943 році, перейменована на Парк-Зайтенгассе, у липні 1944 року, після звільнення Львова, їй було повернено передвоєнну назву.
З другим приходом радянської влади на терени Західної України, відбулась масова «комунізація» назв. Вулиці переназивались на честь ікон радянської пропаганди, «визнаних» героїв, партійних та громадських діячів. Тож у 1945 році вулицю було перейменовано на честь дружини Володимира Леніна, радянської суспільної громадської діячки Надії Крупської.
З набуттям Україною Незалежності, у 1991 році вулицю було перейменовано на честь Івана Рутковича, відомого галицького іконописця (кінця XVII — початку XVIII століття), уродженця села Білий Камінь, що на Львівщині.

## Забудова
В архітектурному ансамблі вулиці Івана Рутковича переважає віденська сецесія, функціоналізм та класицизм, а також присутня сучасна забудова 2000—2010-х років. Декілька будинків внесено до Реєстру пам'яток архітектури місцевого значення м. Львова.
№ 2 (інша адреса — вул. Стрийська, 5) — триповерхова кам'яниця з наріжною банею та високим шпилем. Кам'яниця споруджена у 1896—1897 роках у стилі історичної еклектики за проєктом архітектора Міхала Ковальчука для графа Юзефа Лубенського. Необарокове скульптурне оздоблення фасадів та інтер'єрів будинку виконав скульптор Броніслав Солтис.
№ 6 — триповерхова кам'яниця споруджена близько 1910 року у стилі пітореск за проєктом архітектора Карела Боубліка на замовлення Пшемислава Шульца. Її фасад прикрашають потужний еркер та аттик, оздоблені під неоготику та маньєризм. Завершує фасад щит з монограмою «PS», тобто колишнього власника будинку Пшемислава Шульца. Нині на першому поверсі будинку міститься родинний центр «Мацьопа».
№ 7, 7а — житловий будинок, зведений у 1938—1939 роках у стилі функціоналізму за проєктом Ришарда Гермеліна як чиншовий на місці вілли середини ХІХ століття. Спершу замовниками проєкту були Йоахім та Реґіна Гюбнери, але упродовж 1938 року вони продали ділянку Марії та Зиґмунту Фліттерам. В будинку під № 7 мешкав видатний гімнаст, заслужений майстер спорту СРСР, абсолютний чемпіон Олімпійських ігор у Гельсінкі (1952) та у Мельбурні (1956) Віктор Чукарін. Будинки внесені до Реєстру пам'яток архітектури місцевого значення під № 2194-м та № 2195-м.
У березні 2019 року за підтримки ЛКП «Бюро спадщини», в межах програми співфінансування реставрації історичних дверей і брам між Львівською міською радою та мешканцями, фахівці відреставрували дерев'яну вхідну браму будинку. 2021 року відреставровані також так звані внутрішні «двері-ковбойки» на першому поверсі будинку, які можуть відкриватися як всередину, так і назовні. Відновили браму у межах міської програми співфінансування з мешканцями будинку. 
№ 8 — у 1913 році в будинку мешкав Станіслав Рейхан, професор, викладач Промислової школи на Снопкові.
У березні 2019 року за підтримки ЛКП «Бюро спадщини», в межах програми співфінансування реставрації історичних дверей і брам між Львівською міською радою та мешканцями, фахівці відреставрували дерев'яну вхідну браму будинку.
№ 10, 12 — комплекс з двох чиншових кам'яниць, споруджених у 1898—1899 роках у стилі пітореск за проєктом Карела Боубліка для підприємців Берла Нойвонера і Філіпа Вальдмана, що були власниками цегельні та Польської крайової фабрики кахлевих печей на Снопкові. Будинки на початку XX століття мали спільну адресу — вул. Домбровського, 6, де у 1900—1902 роках, перед побудовою власної вілли на Софіївці, мешкав професор історії Львівського університету Михайло Грушевський з родиною. У тому ж будинку мешкали отець Євген Гузар (1854—1918) — професор Львівської учительської семінарії, парох церкви Непорочного Зачаття у Львові, організатор і голова товариства слуг та робітників «Сила», а також один з редакторів часопису «Молода Україна» Іван Кобилецький. В будинку під № 12 мешкав професор карного права Львівського університету, дійсний член НТШ Петро Стебельський. Будинки внесені до Реєстру пам'яток архітектури місцевого значення під № 762-м.
У березні 2019 року за підтримки ЛКП «Бюро спадщини», в межах програми співфінансування реставрації історичних дверей і брам між Львівською міською радою та мешканцями, фахівці відреставрували дерев'яну вхідну браму будинку № 10.
№ 11а — житловий п'ятиповерховий будинок бізнес-класу з вбудованим підземним паркінгом на 10 місць, зданий в експлуатацію у четвертому кварталі 2013 року. На першому поверсі міститься стоматологічна клініка «Сопрано».
№ 14 (колишня адреса — вул. Домбровського, 8) — одноповерхова вілла, збудована наприкінці XIX століття для Станіслава Щепановського, власника нафтових копалень, депутата Віденського парламенту та Галицького сейму. По смерті Щепановського у 1900 році власником вілли став підприємець, власник готелю «Європейський» Антоній Увєра, у 1913 році — Тадеуш Поланський. Від 21 серпня 1944 року в будинку міститься ДНЗ № 109, що розрахований на 55 місць.
№ 18 (інша адреса — вул. Паркова, 6) — триповерхова наріжна кам'яниця з банею та шпилем, споруджена у 1898—1899 роках за проєктом Карела Боубліка. Фасади кам'яниці прикрашені панно у техніці імітації сграфіто, виконаними художником Фредеріком Ляхнером. Будинок внесений до Реєстру пам'яток архітектури місцевого значення під № 763-м.